# Coupe de France masculine de basket-ball 2023-2024
Navigation
2022-2023 2024-2025
La Coupe de France de basket-ball 2023-2024 est la 47e édition de la Coupe de France, également dénommée Trophée Robert Busnel, en hommage à Robert Busnel, basketteur international français décédé en 1991. Elle oppose 64 équipes professionnelles et amatrices françaises sous forme d'un tournoi à élimination directe et se déroule de septembre 2023 à avril 2024.

## Calendrier
| Tour | Nom                | Dates                              | Participants |
| ---- | ------------------ | ---------------------------------- | --- |
| 1    | 64e de finale      | 17 au 20 septembre 2023            | 2 équipes de Betclic Élite promues en 2022-2023 18 équipes de Pro B 27 équipes de NM1 1 équipe de NM2 vainqueure du Trophée Coupe de France 2023 |
| 2    | 32e de finale      | 9 au 24 octobre 2023               | 8 équipes de Betclic Élite classées de la 9e à la 16e place en 2022-2023 24 équipes issues du tour précédent                                     |
| 3    | 16e de finale      | 21 novembre 2023 au 7 janvier 2024 | 16 équipes issues du tour précédent |
| 4    | 8e de finale       | 13 au 26 février 2024              | 8 équipes de Betclic Élite ayant participé aux Playoffs en 2022-2023 8 équipes issues du tour précédent                                          |
| 5    | Quarts de finale   | 16 mars 2024                       | 8 équipes issues du tour précédent |
| 6    | Demi-finales       | 17 mars 2024                       | 4 équipes issues du tour précédent |
| 7    | Finale Accor Arena | 27 avril 2024                      | 2 équipes issues du tour précédent |

## Résultats[1]

### Soixante-quatrièmes de finale
| 19 septembre 2023 20h30 | Rapport | Saint-Vallier (NM1)                                | 78–72 | Feurs (NM1) |  | Complexe sportif des deux Rives, Saint-Vallier |
| 19 septembre 2023 20h30 | Rapport | Score par quart-temps : 14-23, 16-20, 21-17, 27-12 |       |             |  | Complexe sportif des deux Rives, Saint-Vallier |

| 20 septembre 2023 20h30 | Rapport | Vichy-Clermont (Pro B)                             | 84–67 | Aix-Maurienne (Pro B) |  | Palais des sports Pierre-Coulon, Bellerive-sur-Allier |
| 20 septembre 2023 20h30 | Rapport | Score par quart-temps : 28-24, 11-10, 14-18, 31-15 |       |                       |  | Palais des sports Pierre-Coulon, Bellerive-sur-Allier |

| 19 septembre 2023 20h00 | Rapport | Fos-sur-Mer (Pro B)                              | 76–51 | Hyères-Toulon (NM1) |  | Halle des sports Parsemain, Fos-sur-Mer |
| 19 septembre 2023 20h00 | Rapport | Score par quart-temps : 29-9, 18-14, 13-8, 16-20 |       |                     |  | Halle des sports Parsemain, Fos-sur-Mer |

| 17 septembre 2023 16h00 | Rapport | LyonSo (NM1)                                       | 66–79 | Andrézieux (NM1) |  | Gymnase Sainte Barbe, Sainte-Foy-lès-Lyon |
| 17 septembre 2023 16h00 | Rapport | Score par quart-temps : 19-25, 19-15, 15-18, 13-21 |       |                  |  | Gymnase Sainte Barbe, Sainte-Foy-lès-Lyon |

| 19 septembre 2023 20h30 |  | Saint-Chamond (Pro B) | 20–0 (forfait). | Avignon-Le Pontet (NM1) |  |  |

| 18 septembre 2023 20h00 | Rapport | Pont-de-Chéruy (NM1)                               | 79–82 | Antibes (Pro B) |  | Salle Stéphane, Pont-de-Chéruy |
| 18 septembre 2023 20h00 | Rapport | Score par quart-temps : 18-15, 14-16, 23-27, 24-24 |       |                 |  | Salle Stéphane, Pont-de-Chéruy |

| 17 septembre 2023 17h00 | Rapport | La Rochelle (Pro B)                                | 100–68 | Tarbes-Lourdes (NM1) |  | Salle Gaston-Neveur, La Rochelle |
| 17 septembre 2023 17h00 | Rapport | Score par quart-temps : 31-15, 20-22, 30-20, 19-11 |        |                      |  | Salle Gaston-Neveur, La Rochelle |

| 19 septembre 2023 20h00 | Rapport | Boulazac (Pro B)                                   | 92–95 | Toulouse (NM1) |  | Complexe Sportif Agora, Boulazac Isle Manoire |
| 19 septembre 2023 20h00 | Rapport | Score par quart-temps : 14-20, 23-28, 25-18, 30-29 |       |                |  | Complexe Sportif Agora, Boulazac Isle Manoire |

| 19 septembre 2023 20h00 | Rapport | Pau-Lacq-Orthez (Pro B)                            | 81–69 | Poitiers (Pro B) |  | Salle Pierre-Seillant, Orthez |
| 19 septembre 2023 20h00 | Rapport | Score par quart-temps : 16-17, 21-21, 24-20, 20-11 |       |                  |  | Salle Pierre-Seillant, Orthez |

| 19 septembre 2023 20h00 | Rapport | Vitré (NM1)                                       | 74–64 | Orléans (Pro B) |  | Salle de la Poultière, Vitré |
| 19 septembre 2023 20h00 | Rapport | Score par quart-temps : 23-16, 20-7, 20-23, 11-18 |       |                 |  | Salle de la Poultière, Vitré |

| 19 septembre 2023 20h00 | Rapport | Challans (NM1)                                     | 84–88 | Rouen (Pro B) |  | Salle Michel-Vrignaud, Challans |
| 19 septembre 2023 20h00 | Rapport | Score par quart-temps : 19-15, 20-34, 23-24, 22-15 |       |               |  | Salle Michel-Vrignaud, Challans |

| 19 septembre 2023 20h00 | Rapport | Chartres (NM1)                                     | 75–66 | Angers (Pro B) |  | Halle Jean-Cochet, Chartres |
| 19 septembre 2023 20h00 | Rapport | Score par quart-temps : 12-20, 19-15, 19-17, 25-14 |       |                |  | Halle Jean-Cochet, Chartres |

| 19 septembre 2023 20h00 | Rapport | Nantes (Pro B)                                     | 84–69 | Quimper (NM1) |  | La Trocardière, Rezé |
| 19 septembre 2023 20h00 | Rapport | Score par quart-temps : 23-22, 19-17, 26-20, 16-10 |       |               |  | La Trocardière, Rezé |

| 20 septembre 2023 20h00 |  | Fougères (NM2) | 20–0 (forfait). | Les Sables-d'Olonne (NM1) |  |  |

| 19 septembre 2023 20h00 |  | Tours (NM1) | 20–0 (forfait). | Lorient (NM1) |  |  |

| 17 septembre 2023 15h30 |  | Rennes (NM1) | 20–0 (forfait). | Le Havre (NM1) |  |  |

| 19 septembre 2023 20h00 | Rapport | Évreux (Pro B)                                    | 86–66 | Caen (NM1) |  | Salle Omnisports Jean-Fourré, Évreux |
| 19 septembre 2023 20h00 | Rapport | Score par quart-temps : 22-20, 30-22, 18-15, 16-9 |       |            |  | Salle Omnisports Jean-Fourré, Évreux |

| 19 septembre 2023 20h00 | Rapport | Besançon (NM1)                                     | 91–118 | Saint-Quentin (Betclic Élite) |  | Palais des sports Ghani-Yalouz, Besançon |
| 19 septembre 2023 20h00 | Rapport | Score par quart-temps : 31-26, 24-31, 21-31, 15-30 |        |                               |  | Palais des sports Ghani-Yalouz, Besançon |

| 19 septembre 2023 20h00 | Rapport | Denain (Pro B)                                     | 103–57 | Orchies (NM1) |  | Salle Jean-Degros, Denain |
| 19 septembre 2023 20h00 | Rapport | Score par quart-temps : 23-12, 25-17, 22-14, 33-14 |        |               |  | Salle Jean-Degros, Denain |

| 20 septembre 2023 20h00 | Rapport | Chalon-sur-Saône (Betclic Élite)                   | 76–68 | Gries-Souffel (Pro B) |  | Le Colisée, Chalon-sur-Saône |
| 20 septembre 2023 20h00 | Rapport | Score par quart-temps : 17-11, 23-23, 17-12, 19-22 |       |                       |  | Le Colisée, Chalon-sur-Saône |

| 19 septembre 2023 20h00 | Rapport | Boulogne-sur-Mer (NM1)                             | 79–75 | Berck (NM1) |  | Palais des sports Damrémont, Boulogne-sur-Mer |
| 19 septembre 2023 20h00 | Rapport | Score par quart-temps : 15-20, 18-13, 18-20, 28-22 |       |             |  | Palais des sports Damrémont, Boulogne-sur-Mer |

| 20 septembre 2023 20h00 | Rapport | Poissy (NM1)                                       | 57–96 | Châlons-Reims (Pro B) |  | Complexe Marcel-Cerdan, Poissy |
| 20 septembre 2023 20h00 | Rapport | Score par quart-temps : 14-26, 14-25, 16-24, 13-21 |       |                       |  | Complexe Marcel-Cerdan, Poissy |

| 20 septembre 2023 20h00 | Rapport | Lille (Pro B)                                      | 86–62 | Rueil (NM1) |  | Palais des sports Saint-Sauveur, Lille |
| 20 septembre 2023 20h00 | Rapport | Score par quart-temps : 26-17, 17-18, 20-15, 23-12 |       |             |  | Palais des sports Saint-Sauveur, Lille |

| 19 septembre 2023 20h00 | Rapport | Loon-Plage (NM1)                                   | 69–81 | Mulhouse (NM1) |  | Salle Léo-Lagrange, Loon-Plage |
| 19 septembre 2023 20h00 | Rapport | Score par quart-temps : 20-11, 10-15, 18-28, 21-27 |       |                |  | Salle Léo-Lagrange, Loon-Plage |

### Trente-deuxièmes de finale
| 9 octobre 2023 20h00 |                                                    | Rennes (NM1) | 84–71 | La Rochelle (Pro B) |  |  |
| 9 octobre 2023 20h00 | Score par quart-temps : 18-10, 16-20, 26-20, 24-22 |              |       |                     |  |  |

| 10 octobre 2023 20h00 |                                                    | Denain (Pro B) | 61–84 | Gravelines-Dunkerque (Betclic Élite) |  |  |
| 10 octobre 2023 20h00 | Score par quart-temps : 20-21, 15-24, 16-27, 16-27 |                |       |                                      |  |  |

| 16 octobre 2023 17h30 |                                                    | Lille (Pro B) | 85–74 | Paris (Betclic Élite) |  |  |
| 16 octobre 2023 17h30 | Score par quart-temps : 18-22, 29-16, 17-17, 21-19 |               |       |                       |  |  |

| 17 octobre 2023 20h00 |                                                    | Mulhouse (NM1) | 98–103 | Nancy (Betclic Élite) |  |  |
| 17 octobre 2023 20h00 | Score par quart-temps : 21-24, 29-23, 25-33, 23-23 |                |        |                       |  |  |

| 17 octobre 2023 20h00 |                                                    | Tours (NM1) | 83–102 | Limoges (Betclic Élite) |  |  |
| 17 octobre 2023 20h00 | Score par quart-temps : 17-24, 21-29, 24-28, 21-21 |             |        |                         |  |  |

| 17 octobre 2023 20h00 |                                                    | Boulogne-sur-Mer (NM1) | 63–85 | Le Portel (Betclic Élite) |  |  |
| 17 octobre 2023 20h00 | Score par quart-temps : 17-19, 20-30, 16-15, 10-21 |                        |       |                           |  |  |

| 17 octobre 2023 20h00 |                                                    | Fougères (NM2) | 78–79 | Nantes (Pro B) |  |  |
| 17 octobre 2023 20h00 | Score par quart-temps : 18-16, 26-26, 21-24, 13-13 |                |       |                |  |  |

| 17 octobre 2023 20h00 |                                                    | Antibes (Pro B) | 86–71 | Saint-Vallier (NM1) |  |  |
| 17 octobre 2023 20h00 | Score par quart-temps : 17-12, 23-21, 20-20, 26-19 |                 |       |                     |  |  |

| 17 octobre 2023 20h00 |  | Andrézieux (NM1) | 0–20 | Fos-sur-Mer (Pro B) |  |  |

| 17 octobre 2023 20h00 |                                                    | Vitré (NM1) | 68–75 | Blois (Betclic Élite) |  |  |
| 17 octobre 2023 20h00 | Score par quart-temps : 20-14, 27-15, 14-16, 19-18 |             |       |                       |  |  |

| 17 octobre 2023 20h00 |                                                    | Chartres (NM1) | 71–97 | Châlons-Reims (Pro B) |  |  |
| 17 octobre 2023 20h00 | Score par quart-temps : 18-32, 21-25, 19-27, 13-13 |                |       |                       |  |  |

| 17 octobre 2023 20h00 |                                                    | Saint-Quentin (Betclic Élite) | 78–76 | Évreux (Pro B) |  |  |
| 17 octobre 2023 20h00 | Score par quart-temps : 29-17, 15-15, 22-23, 12-21 |                               |       |                |  |  |

| 17 octobre 2023 20h30 |                                                    | Vichy-Clermont (Pro B) | 101–87 | Chalon-sur-Saône (Betclic Élite) |  |  |
| 17 octobre 2023 20h30 | Score par quart-temps : 23-29, 25-14, 26-16, 27-28 |                        |        |                                  |  |  |

| 18 octobre 2023 20h00 |                                                    | Toulouse (NM1) | 63–80 | Pau-Lacq-Orthez (Pro B) |  |  |
| 18 octobre 2023 20h00 | Score par quart-temps : 14-19, 16-21, 18-19, 15-21 |                |       |                         |  |  |

| 18 octobre 2023 20h30 |                                                    | Saint-Chamond (Pro B) | 91–82 | Roanne (Betclic Élite) |  |  |
| 18 octobre 2023 20h30 | Score par quart-temps : 25-24, 26-23, 22-15, 18-20 |                       |       |                        |  |  |

| 24 octobre 2023 20h00 |                                                    | Rouen (Pro B) | 70–93 | Nanterre (Betclic Élite) |  |  |
| 24 octobre 2023 20h00 | Score par quart-temps : 16-18, 12-33, 20-20, 22-22 |               |       |                          |  |  |

### Seizième de finale
| 21 novembre 2023 19h00 |                                                    | Le Portel (Betclic Élite) | 88–78 | Fos-sur-Mer (Pro B) |  |  |
| 21 novembre 2023 19h00 | Score par quart-temps : 19-21, 25-15, 20-20, 24-22 |                           |       |                     |  |  |

| 21 novembre 2023 20h00 |                                                    | Saint-Quentin (Betclic Élite) | 92–49 | Nantes (Pro B) |  |  |
| 21 novembre 2023 20h00 | Score par quart-temps : 22-12, 23-10, 20-13, 27-14 |                               |       |                |  |  |

| 21 novembre 2023 20h00 |                                                    | Antibes (Pro B) | 84–85 | Pau-Lacq-Orthez (Pro B) |  |  |
| 21 novembre 2023 20h00 | Score par quart-temps : 15-24, 21-16, 22-20, 26-25 |                 |       |                         |  |  |

| 21 novembre 2023 20h30 |                                                    | Vichy-Clermont (Pro B) | 85–69 | Lille (Pro B) |  |  |
| 21 novembre 2023 20h30 | Score par quart-temps : 21-18, 15-21, 25-16, 24-14 |                        |       |               |  |  |

| 22 novembre 2023 20h00 |                                                    | Nanterre (Betclic Élite) | 87–84 | Limoges (Betclic Élite) |  |  |
| 22 novembre 2023 20h00 | Score par quart-temps : 20-21, 23-20, 22-14, 22-26 |                          |       |                         |  |  |

| 19 décembre 2023 20h00 |                                                    | Blois (Betclic Élite) | 70–73 | Gravelines-Dunkerque (Betclic Élite) |  |  |
| 19 décembre 2023 20h00 | Score par quart-temps : 16-17, 20-14, 17-15, 17-27 |                       |       |                                      |  |  |

| 6 janvier 2024 17h00 |                                                    | Châlons-Reims (Pro B) | 105–66 | Saint-Chamond (Pro B) |  |  |
| 6 janvier 2024 17h00 | Score par quart-temps : 31-16, 26-19, 21-16, 27-15 |                       |        |                       |  |  |

| 7 janvier 2024 18h00 |                                                     | Rennes (NM1) | 81–116 | Nancy (Betclic Élite) |  |  |
| 7 janvier 2024 18h00 | Score par quart-temps :' 21-33, 26-29, 10-28, 24-26 |              |        |                       |  |  |

Huitième de finale
| 13 février 2024 20h00 |                                                    | Monaco (Betclic Élite) | 92–82 | Lyon-Villeurbanne (Betclic Élite) |  |  |
| 13 février 2024 20h00 | Score par quart-temps : 24-22, 21-21, 22-16, 25-23 |                        |       |                                   |  |  |

| 13 février 2024 20h00 |                                                    | Nancy (Betclic Élite) | 95–87 | Bourg-en-Bresse (Betclic Élite) |  |  |
| 13 février 2024 20h00 | Score par quart-temps : 20-17, 28-24, 23-17, 24-29 |                       |       |                                 |  |  |

| 13 février 2024 20h00 |                                                    | Nanterre (Betclic Élite) | 76–74 | Saint-Quentin (Betclic Élite) |  |  |
| 13 février 2024 20h00 | Score par quart-temps : 26-17, 20-24, 16-23, 14-10 |                          |       |                               |  |  |

| 13 février 2024 20h00 |                                                    | Le Mans (Betclic Élite) | 80–85 | Dijon (Betclic Élite) |  |  |
| 13 février 2024 20h00 | Score par quart-temps : 17-15, 21-20, 19-25, 23-25 |                         |       |                       |  |  |

| 13 février 2024 20h00 |                                                    | Strasbourg (Betclic Élite) | 87–77 | Cholet (Betclic Élite) |  |  |
| 13 février 2024 20h00 | Score par quart-temps : 18-21, 27-24, 13-22, 29-10 |                            |       |                        |  |  |

| 14 février 2024 20h00 |                                                   | Gravelines-Dunkerque (Betclic Élite) | 64–74 | Pau-Lacq-Orthez (Pro B) |  |  |
| 14 février 2024 20h00 | Score par quart-temps : 22-18, 7-24, 23-14, 12-28 |                                      |       |                         |  |  |

| 15 février 2024 19h30 |                                                   | Le Portel (Betclic Élite) | 78–68 | Boulogne-Levallois (Betclic Élite) |  |  |
| 15 février 2024 19h30 | Score par quart-temps : 20-13, 22-18, 8-17, 28-20 |                           |       |                                    |  |  |

| 26 février 2024 18h30 |                                                    | Châlons-Reims (Pro B) | 80–83 | Vichy-Clermont (Pro B) |  |  |
| 26 février 2024 18h30 | Score par quart-temps : 23-17, 15-24, 21-17, 21-25 |                       |       |                        |  |  |

Quart de finale
| 16 mars 2024 13h00 |                                                    | Vichy-Clermont (Pro B) | 77–67 | Le Portel (Betclic Élite) |  |  |
| 16 mars 2024 13h00 | Score par quart-temps : 18-15, 16-21, 22-15, 21-16 |                        |       |                           |  |  |

| 16 mars 2024 15h30 |                                                   | Dijon (Betclic Élite) | 90–58 | Pau-Lacq-Orthez (Pro B) |  |  |
| 16 mars 2024 15h30 | Score par quart-temps : 21-17, 20-12, 26-8, 23-21 |                       |       |                         |  |  |

| 16 mars 2024 18h00 |                                                    | Strasbourg (Betclic Élite) | 102–88 | Nancy (Betclic Élite) |  |  |
| 16 mars 2024 18h00 | Score par quart-temps : 25-27, 27-18, 20-25, 30-18 |                            |        |                       |  |  |

| 16 mars 2024 20h30 |                                                    | Monaco (Betclic Élite) | 94–92 | Nanterre (Betclic Élite) |  |  |
| 16 mars 2024 20h30 | Score par quart-temps : 21-20, 27-27, 28-23, 18-22 |                        |       |                          |  |  |

Demi-finale
| 17 mars 2024 14h30 |                                                    | Vichy-Clermont (Pro B) | 68–73 | Dijon (Betclic Élite) |  |  |
| 17 mars 2024 14h30 | Score par quart-temps : 16-14, 12-21, 17-23, 23-15 |                        |       |                       |  |  |

| 17 mars 2024 17h00 |                                                    | Strasbourg (Betclic Élite) | 93–89 | Monaco (Betclic Élite) |  |  |
| 17 mars 2024 17h00 | Score par quart-temps : 29-18, 19-19, 30-23, 15-29 |                            |       |                        |  |  |

Finale
| 27 avril 2024 16h30 | Rapport | Dijon (Betclic Élite)                                                                                 | 83–70                               | Strasbourg (Betclic Élite)                                        |  | Accor Arena, Paris Affluence : 15 000 | La chaîne L'Équipe |
| 27 avril 2024 16h30 | Rapport | Score par quart-temps : 24-19, 18-22, 16 -19, 25-10                                                   |                                     |                                                                   |  | Accor Arena, Paris Affluence : 15 000 | La chaîne L'Équipe |
| 27 avril 2024 16h30 | Rapport | Score par mi-temps : 47-41, 41-29                                                                     |                                     |                                                                   |  | Accor Arena, Paris Affluence : 15 000 | La chaîne L'Équipe |
| 27 avril 2024 16h30 | Rapport | Vitalis Chikoko (20) Vitalis Chikoko (7) David Holston (5) Vitalis Chikoko (14) MVP : Vitalis Chikoko | Points Rebonds Passes d. Évaluation | Tyrus McGee (19) Paul Lacombe (6) Phil Boots (4) Danie Akin (2) - |  | Accor Arena, Paris Affluence : 15 000 | La chaîne L'Équipe |

### Localisation des clubs engagés
| [[Fichier:France location map-Regions and departements-2016.svg\|750px\|{{#if:\|{{{alt}}}\|Coupe de France masculine de basket-ball 2023-2024 est dans la page France.]]Chalon-sur-Saône Saint-Quentin Blois Limoges Nancy Le Portel Gravelines-Dunkerque Strasbourg Cholet Le Mans Dijon Monaco Poitiers Rouen Nantes Denain La Rochelle Angers Évreux Gries-Souffel Vichy-Clermont Orléans Antibes Boulazac Lille Châlons-Reims Fos-sur-Mer Pau-Lacq-Orthez Vitré Tours Toulouse Tarbes-Lourdes Rennes Quimper Orchies Mulhouse Lorient Loon-Plage Les Sables-d'Olonne Le Havre Hyères-Toulon Chartres Challans Caen Boulogne-sur-Mer Besançon Berck Avignon-Le Pontet Poissy Fougères Localisation des clubs engagés (hors Île-de-France et Rhône-Alpes) | [[Fichier:Paris and inner ring.svg\|300px\|{{#if:\|{{{alt}}}\|Coupe de France masculine de basket-ball 2023-2024 est dans la page Paris et la petite couronne.]]Nanterre Paris Boulogne-Levallois Rueil Localisation des clubs à Paris et sa petite couronne · [[Fichier:Rhône-Alpes region location map.svg\|300px\|{{#if:\|{{{alt}}}\|Coupe de France masculine de basket-ball 2023-2024 est dans la page Rhône-Alpes.]]Roanne Bourg-en-Bresse Lyon-Villeurbanne Aix-Maurienne Saint-Chamond Saint-Vallier Pont-de-Chéruy LyonSo Feurs Andrézieux Localisation des clubs de Rhône-Alpes \| Légende 64es de finale 32es de finale 16es de finale 8es de finale Quarts de finale Demi-finales Finaliste Vainqueur En gras : Encore en lice \| |
| Légende 64es de finale 32es de finale 16es de finale 8es de finale Quarts de finale Demi-finales Finaliste Vainqueur En gras : Encore en lice | |

### Bilan par divisions
| Division      | Engagés | Qualifiés en  | Qualifiés en  | Qualifiés en  | Qualifiés en | Qualifiés en    | Qualifiés en | Qualifiés en | Qualifiés en |
| Division      | Engagés | 64e de finale | 32e de finale | 16e de finale | 8e de finale | Quart de finale | Demi-finale  | Finale       | Vainqueur    |
| Betclic Élite | 18      | 2             | 10            | 7             | 12           | 6               | 3            | 2            | 1            |
| Pro B         | 18      | 18            | 12            | 9             | 2            | 2               | 1            | 0            | 0            |
| NM1           | 27      | 27            | 9             | 1             | 0            | 0               | 0            | 0            | 0            |
| NM2           | 1       | 1             | 1             | 0             | 0            | 0               | 0            | 0            | 0            |